# R Delphini
R Delphini är en pulserande variabel av Mira Ceti-typ i stjärnbilden Delfinen. 
Stjärnan varierar mellan magnitud +7,6 och 13,8 med en period av 285,07 dygn.